# Непентес
Непентес (Nepenthes) са род насекомоядни растения, към които принадлежат над 70 вида лиани и храсти от семейство Непентови. Разпространени са в Тропическа Азия и Океания, в тропическите части на Азия (около 20 вида), Калимантанските острови, Индокитайския полуостров, Филипините, Нова Гвинея и тропиците на Австралия. Голямата част от тях са лиани, достигащи до няколко метра, но има също така и храсти. Храстовидните лиани по правило водят епифитен начин на живот в топлите и влажни джунгли из архиперлазите на Тихия и Индийския океан. В тропическите части на Азия, Сейшелите, Мадагаскар и Северна Австралия живеят най-големите от всички „хищници“ – представители на рода Непентес (Nepenthes). Разпространени са в горите и джунглите, в покрайнините им и даже на самия океански бряг. По тези места непентесът обвива лианите си по стволовете на дърветата, понякога на десетки метри височина, за да достигнат съцветията му до достатъчното количество светлина, необходима за цъфтеж.

## Описание
Листата са последователно разположени, заострени. Освен обичайните листа, има и листа, завършващи с каничка. При тях крайчето се удължава в тънък ластар, с който се захващат за клоните на дърветата и завършва с капанче с капаче. Основата е широка, чрез нея фотосинтезира, средната е ластар, чрез който се захваща за дървесните клони, а на върха е каничката с капачето – за лов на насекоми. От вътрешната страна са разположени клетки, отделящи сладък нектар. Под тях – голям брой твърди власинки, обърнати надолу, които възпрепятстват жертвите да се измъкнат от каничката. Гладката част на листата на непентеса отделя восък, който прави повърхността им толкова хлъзгава, че по тях трудно се задържат насекоми. Веднъж попаднала в каничката-капан, жертвата потъва все по-надълбоко. В течността вътре в каничката има отделен от растението непентесин – храносмилателен ензим, който разгражда насекомото за 5 до 8 часа, като остава само хитиновата обвивка. Някои видове непентеси могат да отделят ензим, способен да разгради дори хитиновата обвивка на насекомите. Понякога в капана попадат и по-едри животни – жаби, гризачи, малки птички. Каничките, оцветени в ярки цветове – червено с млечно бял рисунък, могат да достигнат от 15 – 20 до 50 см. дължина, а количеството фермент в тях – до 2 литра. По бреговете на сладководните водоеми, във влажните почви се срещат непентеси, които се стелят по земята със странични издънки. Каничките им, скрити в тревата, могат да съдържат до 2 литра течност.
Непентеса е двуполово растение. Мъжките и женски цветове растат на различни растения. Те не са големи, с четири чашелистчета, без венчелистчета, събрани в съцветия. На практика не може да се отличат мъжкия от женския цвят.
В зависимост от хибрида, каничките на непентесите имат причудливи форми и разнообразно оцветяване – червено-кафяви, зелено-червени, светло лилави, жълти, ярко червени, пъстри. Без оранжерия или палудариум, непентеса може да се отглежда за кратко време, тъй като му е необходима висока температура и висока влажност едновременно. Малки растения могат да се отглеждат в стъклен аквариум с насипан по дъното влажен керамзит. Големи растения могат да се отглеждат окачени, с голям широк съд с вода отдолу, за подсигуряване на влажност. Идеално решение е стаен овлажнител за въздух. Няма смисъл да закупувате непентес, ако не можете да му осигурите необходимите условия.

## Улавяне на насекомите
Жертвите се примамват със силно ароматен нектар. Те влизат в ловната каничка и попадат в смес от вода и смилателни сокове на дъното ѝ. Тялото на насекомото се разгражда и разтваря в тази лепкава течност. После растението усвоява хранителните вещества.
Нектарът се отделя от жлеза близо до капачето на ловната каничка. Той има силна миризма, която привлича насекомите. По стените на каничката има множество косми, които са насочени надолу и не позволяват на насекомото да се измъкне. Напротив – те помагат то да потъва все по-надълбоко и по-надълбоко в смилателния нектар. Ловните канички са разположени на филизи, които израстват от върховете на листата.

## Отглеждане

### Светлина
Ярка, разсеяна, непентеса не трябва да се излага продължително време на преки слънчеви лъчи. Най-добре се чувства при 50 – 60 % дифузна светлина. При отглеждане в терарийни условия вирее добре и на изкуствено осветление. При недостатъчно количество светлина растението може да не достигне до цъфтеж и не образува канички.

### Температура
Непентесите растат в ниско разположени тропически райони, на височина до 2000 m. надморска височина, където през пролетта и лятото средните температури не падат под 22 - 26 °С, а през есента и зимата се задържат около 18 – 20 °С. При по-ниски температури от 16 °С за по-дълъг период, растението ще загине.
Поливане: Непентесите са много чувствителни на преполиване. Поливането трябва да бъде съобразено и с температурата в помещението. Преовлажняването на почвения субстрат, съчетано с по-ниски температури, води до загниването на корените. Саксиите никога не се държат потопени в други съдове с вода. Растенията се поливат от горе, редовно, но умерено. Водата е изключително нужна за тях. Субстратът не бива никога да се оставя да засъхне. Задължително е да се поливат с дъждовна, дестилирана или вода с обратна осмоза. Използването на чешмяна или преварена вода бавно уврежда, а след време убива растението, предвид натрупаните соли в почвата.

### Въздушна влажност
За отглеждане на непентесите е нужна висока въздушна влажност на въздуха без резки колебания. През деня тя трябва да е не по-ниска от 75 %, а през нощта, с понижаването на температурите – до 100 %. За поддържаща дневна се приема 80 % – 85 %, а през нощта над 90 %. Особено чувствителни на ниска влажност са непентесите от вида high lander. При невъзможност за осигуряване на висока въздушна влажност, непентесите не образуват кани. Продължават да живеят, но вероятността от заболявания се увеличава драстично.
В домашни условия успешно се отглежда и расте в палудариуми или влажни оранжерии. В стайни условия, при влажност между 30 и 60 % растението ще се чувства некомфортно, водата в каничките му ще се изпарява бързо и те ще пресъхват.

### Подхранване
Абсолютно противопоказно. Непентесите реагират зле на подхранване. Изключение правят по-новите хибриди като Nepenthes x ventrata, Nepenthes alata x ventrata, Nepenthes gentle и др. Тези хибриди могат да се подхранват с много разреден тор за орхидеи не повече от 2 до 3 пъти годишно. Може да се подхранва също с мухи и дребни насекоми или малки парченца месо, но не във всички канички едновременно. При преторяване с азот, отделни части на растението може да загният. Непентесите реагират лошо на опръскване с химически подобрители.

### Подрязване
За да се подсили образуването на нов прираст, през пролетта по-старите растения се подрязват. Подрязването на изсъхнали листа е задължително. Потъмнелите и полуизсъхнали кани не се режат. Кани се режат само в случаите, когато една кана е над 80 % суха. Отстраняват се заедно с жилката до върха на листото.

## Пресаждане
Непентесът може да се пресажда по всяко време на годината стига температурите да не са по-ниски от 15 °С. Растенията не реагират на пресаждането и това не оказва никакво влияние върху растежа им. Пресаждането трябва да се извършва с достатъчно въздухопроводими смеси, позволяващи проникването на много кислород до корените и в същото време задържащи влага.
Като субстрат се използва чист торф или сфагнум. Може също да се използва субстрат от дребна фракция борови кори, смесени със сфагнум и торф. Образува корени за два –три месеца. При отглеждане в чист сфагнум непентеса развива хлороза.

## Размножаване
Чрез резници и семена. В зависимост от вида на растението, но в повечето случаи вече се практикува семенно размножаване.

## Вредители и проблеми
Хлороза, власеста въшка (памуклийка), листни въшки.

## Видове
- Nepenthes adnata
- Nepenthes adrianii
- Nepenthes alata
- Nepenthes albomarginata
- Nepenthes ampullaria
- Nepenthes anamensis
- Nepenthes angasanensis
- Nepenthes argentii
- Nepenthes aristolochioides
- Nepenthes attenboroughii
- Nepenthes beccariana
- Nepenthes bellii
- Nepenthes benstonei
- Nepenthes bicalcarata
- Nepenthes bongso
- Nepenthes boschiana
- Nepenthes burbidgeae
- Nepenthes burkei
- Nepenthes campanulata
- Nepenthes carunculata
- Nepenthes clipeata
- Nepenthes copelandii
- Nepenthes danseri
- Nepenthes deaniana
- Nepenthes densiflora
- Nepenthes diatas
- Nepenthes distillatoria
- Nepenthes dubia
- Nepenthes edwardsiana
- Nepenthes ephippiata
- Nepenthes eustachya
- Nepenthes eymae
- Nepenthes faizaliana
- Nepenthes fusca
- Nepenthes glabrata
- Nepenthes glandulifera
- Nepenthes globosa
- Nepenthes gracilis
- Nepenthes gracillima
- Nepenthes gymnamphora
- Nepenthes hamata
- Nepenthes hirsuta
- Nepenthes hispida
- Nepenthes hurrelliana
- Nepenthes inermis
- Nepenthes insignis
- Nepenthes izumiae
- Nepenthes jacquelineae
- Nepenthes junghuhnii
- Nepenthes khasiana
- Nepenthes klossii
- Nepenthes lamii
- Nepenthes lavicola
- Nepenthes longifolia
- Nepenthes lowii
- Nepenthes macfarlanei
- Nepenthes macrophylla
- Nepenthes macrovulgaris
- Nepenthes madagascariensis
- Nepenthes mapuluensis
- Nepenthes masoalensis
- Nepenthes maxima
- Nepenthes merrilliana
- Nepenthes mikei
- Nepenthes mindanaoensis
- Nepenthes mira
- Nepenthes miranda
- Nepenthes mirabilis
- Nepenthes mollis
- Nepenthes muluensis
- Nepenthes murudensis
- Nepenthes neoguineensis
- Nepenthes northiana
- Nepenthes ovata
- Nepenthes paniculata
- Nepenthes papuana
- Nepenthes pervillei
- Nepenthes petiolata
- Nepenthes pectinata
- Nepenthes philippinensis
- Nepenthes pilosa
- Nepenthes platychila
- Nepenthes ramispina
- Nepenthes rafflesiana
- Nepenthes rajah
- Nepenthes rebecca soper
- Nepenthes reinwardtiana
- Nepenthes rhombicaulis
- Nepenthes rigidifolia
- Nepenthes rowanae
- Nepenthes sanguinea
- Nepenthes saranganiensis
- Nepenthes sibuyanensis
- Nepenthes singalana
- Nepenthes smilesii
- Nepenthes spathulata
- Nepenthes spectabilis
- Nepenthes stenophylla
- Nepenthes sumatrana
- Nepenthes talangensis
- Nepenthes tentaculata
- Nepenthes tenuis
- Nepenthes thorelii
- Nepenthes tobaica
- Nepenthes tomoriana
- Nepenthes treubiana
- Nepenthes truncata
- Nepenthes veitchii
- Nepenthes ventrata
- Nepenthes ventricosa
- Nepenthes vieillardii
- Nepenthes villosa
- Nepenthes vogelii
- Nepenthes xiphioides